# Myslivna
Der Myslivna (deutsch Jägerhütten oder Farrenberg, 1040 m) ist ein Berg mit markantem konischem Gipfel in den Farrenbergen, einem Teil des  Gratzener Berglands (Novohradské hory). Die Jägerhütten liegt 5 km südöstlich von Pohorská Ves (Theresiendorf), 3 km und 2,5 km westlich der tschechisch-österreichischen Grenze.
In den 1960er Jahren befand sich eine Anlage zur Luftverteidigung auf dem Farrenberg. In den frühen 1970er Jahren wurde die Anlage in den Böhmerwald verlegt.

## Naturschutzgebiet
Am Nordwesthang des Farrenbergs befindet sich das Naturschutzgebiet Přírodní památka Myslivna. Seine Aufgabe ist Schutz der acidophilen Latschenkiefer und des Buchenwaldes.

## Zugang
Es gibt keinen markierten Weg auf den Gipfel. Eine Möglichkeit ist, vom Pucherser Reservoir (Pohořský rybník) auf einer Forststraße zunächst nach Osten und nach etwa 1,5 km nach Norden aufzusteigen. Nach weiteren 1,5 km biegt der Forstweg links ab und endet nach weniger als einem Kilometer an der Schutzhütte auf dem Gipfel.
Südöstlich des Gipfels des Farrenbergs verläuft ein relativ hoher Kamm (Lovčí hřbet) mit mehreren markanten Felsformationen.

## Nachweise
- Myslivna